# Tsjuder
Tsjuder es una banda de black metal noruega que fue fundada en 1993. El nombre Tsjuder fue escogido de la película noruega The Pathfinder ("Veiviseren"). El Tsjuder (o Chud) era una mítica tribu de Rusia del norte. Tsjuder giró por Europa con Carpathian Forest a principios de 2005. 

## Integrantes
- Nag - voz y bajo
- Draugluin - guitarra y segunda voz
- Anti Christian - batería

### Miembros anteriores
- Arak Draconiiz
- Berserk
- Desecrator
- Diabolus Mort
- Jontho
- Torvus

## Discografía
- Div Gammelt Stasj (demo)  (1995)
- Ved Ferdens Ende (demo)  (1995)
- Possessed (demo) (1996)
- Throne of the Goat (EP)  (1997)
- Atum Nocturnem  (1999)
- Kill for Satan  (2000)
- Demonic Possession  (2002)
- Throne of the Goat (Picture EP)  (2002)
- Desert Northern Hell  (2004)
- Norwegian Apocalypse: Oslo vs. Sandnes (DVD) (2006)
- Legion Helvete  (2011)
- Antiliv  (2015)